# مرثیه جنگ (فیلم)
مرثیه جنگ (انگلیسی: War Requiem) فیلمی به کارگردانی درک جارمن است که در سال ۱۹۸۹ منتشر شد. از بازیگران آن می‌توان به لارنس الیویه، تیلدا سوئینتن، ناتانیل پارکر، شان بین و نایجل تری اشاره کرد.